# Willy Fossli
Willy Fossli (né le 8 juillet 1931 à Asker en Norvège et mort le 29 janvier 2017) est un joueur de football international norvégien, attaquant.

## Biographie
Auteur de 81 buts en 108 matchs, pour le club du Asker Fotball, Willy Fossli est le meilleur buteur de l'histoire du club.
Il est également le meilleur buteur du championnat de Norvège lors de la saison 1956 avec 17 buts.